# Liste der Gemarkungen in Mannheim
Die Liste der Gemarkungen in Mannheim umfasst die aktuellen Gemarkungen im baden-württembergischen Stadtkreis Mannheim nach den Angaben des Landesamtes für Geoinformation und Landentwicklung.  Die Stadtkreise Mannheim und Heidelberg sind die einzigen Stadtkreise in Baden-Württemberg, die jeweils nur eine Gemarkung aufweisen.
| Nr.    | Gemarkung | AGS      | Gemeinde | Fläche ha | Bevölkerung Zensus 2011-05-09 | WGS84                      |
| ------ | --------- | -------- | -------- | --------- | ----------------------------- | -------------------------- |
| 083310 | Mannheim  | 08222000 | Mannheim | 14483,76  | 290110                        | 49° 29′ 58″ N, 8° 30′ 1″ O |